# Линейни кораби тип „Ню Мексико“
Ню Мексико (на английски: New Mexico) са серия линейни кораби на САЩ. От проекта са построени три единици: „Ню Мексико“ (на английски: USS New Mexico (BB-40)), „Мисисипи“ (на английски: USS Mississippi (BB-41)) и „Айдахо“ (на английски: USS Idaho (BB-42)). Осмата серия американски дредноути и третата серия линкори от „стандартния тип“. Заложени са след типа „Пенсилвания“, визуално се отличават от предшествениците си с извития „клиперен“ форщевен.
Основните изменения засягат въоръжението – по-мощните 50-калибрени оръдия на главния калибър. Промяната в броя на оръдията на спомагателния калибър е свързано с постоянното заливане на най-ниско разположените, и ако „Ню Мексико“ и „Мисисипи“ при влизането с в строй носят 22 127-мм/51 оръдия, то „Айдахо“ отначало има само 14.
Главният кораб на серията е избран, през ноември 1914 г., от секретаря на флота за носител на експериментална турбоелектрическа енергетична установка. В резултат „Ню Мексико“ се отличава от систършиповете си с намален разход на гориво, което се цени в американския флот и впоследствие води до поставянето на подобни установки на линкорите от последващите типове.

## Конструкция
Главният кораб получава турбоелектрическа установка. Освен САЩ никой повече не строи бойни кораби с турбоелектрическа ЕУ. Те са още една стъпка в развитието на американските „стандартни“ линкори. При проектирането дебелината на главния пояс е увеличена до 356 мм, а на главната бронева палуба (лежаща над пояса) до 127 мм. Но корабът вече „гази“ прекалено дълбоко, а допълнителния половин дюйм броня на пояса преместват близката граница на зоната на неуязвимост само от 12 350 до 11 500 метра, а 127-мм бронепалуба изглежда прекалено дебела – дистанцията, на която снарядите могат да я пробият, лежат далеч зад пределите на действителния артилерийски огън. Проектът е преценен като скъп и непрактичен. Заради икономия на средства решават да усилят защитата минимално: увеличена е дебелината на траверсите на цитаделата от 320 до 343 мм и на главната бронепалуба до 89 мм. Екипажът по щат се състои от 55 офицера (на „Ню Мексико“ 58) и 1026 други чина.

### Корпус
Главните външни отличия спрямо предшествениците са далеч издаденият в горната си част напред извит „клиперски“ форщевен с три безщокови котви в огромни клюзове. Архитектурата на корабите се отличава с простота. Решетъчни мачти, комин, овална по форма бойна рубка, неголяма носова надстройка с прибиращи се крила на ходовия мостик, няколко вентилационни фунии и толкова.

### Брониране
Настилът на главната палуба от 70-фунтов (43,8 мм) слой никелова стомана (NS) е защитен от 70-фунтов (43,8 мм) слой стомана със специална закалка (STS), общата им дебелина е 88 мм. Под главната бронирана палуба е разположена противоосколъчна палуба. Над настилката на палубата от 20-фунтови (12,4 мм) листове стомана STS лежи един слой плочи 40-фунтова стомана STS с дебелина 24,9 мм, сумарната им дебелина съставлява, по такъв начин, 37,3 мм, скосовете на тази палуба имат брониране 49,8 мм: слой 60-фунтова стомана STS над 20-фунтов (12,4 мм) настил от мека стомана. Тази палуба продължава към кърмата от цитаделата с двуслойни плочи с дебелина 114 STS + 44,5 мм, с такива скосове, който компенсират липсата тук на бордова броня, и завършва зад отсека на рулевата машина с 203-343-мм траверса. Барбетите на кулите на главния калибър над броневата палуба имат дебелина от 330 мм и 114 мм над противоосколъчната палуба, където като тяхна допълнителна защита служат бордовата и палубната броня. Дебелината на челните плочи на кълите е 456 мм. Кулите имат дебелина на бронята 254 – 229 мм отстрани, 229 мм на тила и 127-мм покрив.
Системата за ПТЗ е много мощна и неефективна. Тя включва главна противоторпедна преграда от два 37-мм слоя (STS+NS) и две тънки филтрационни (7 и 9 мм), с обща дълбочина 5,38 м. Разстоянието на ПТП от борда е двойно по-малко, което заедно с наличието между тях на само един празен отсек явно не дава надеждна защита от торпеда и мини. Дебелината на обшивката на борда съставлява 16-мм.

### Въоръжение
Главното въоръжение на линкорите се състои от дванадесет 356-мм оръдия с дължина на ствола 50 калибра. Ъгълът им на подем е ограничен до 15 градуса, максималната далечина на стрелбата съставлява 24 000 ярда (21 946 м), позволяваща да се води бой на далечни дистанции. Те са разположени на в четири строени линейно-терасовидни кули. Новите 356-мм оръдия Mk7, имат със 17% по-голяма дулна енергия, са с 15 тона по-тежки от предходните. При това за сметка на по-голямата, отколкото на 45-калибреното, с 64 м/с начална скорост бронепробиваемостта със същия снаряд на дистанция от 9140 м (10 000 ярда) значително се увеличава. Живучестта на ствола съставлява 175 изстрела с пълен заряд (при боекомплект от 100). Всяка кула има 10-метров далекомер. 343-мм пояс на „стандартния“ американски линкор 356-мм снаряд пробива от дистанция под 13 000 м.
Първоначално са поставени 22 127-мм оръдия, но скоро осемте оръдия, под горната палуба и полубака, които в открито море и без това са безполезни поради силната им заливаемост, са свалени, а портовете им запушени.
Батареята от 127-мм оръдия, която остава, е „по-суха“, отколкото на „Пенсилвания“, за сметка на разполагането на болшинството стволове на надстройките.

### Енергетична установка
Всички кораби имат девет нефтени котела „Бабкок & Уилкокс“ (с налягане 19,6 атм), разположени в три котелни отделения. Линкорът-турбоелектроход „Ню Мексико“ има два турбоагрегата „Къртис“, които задвижват два 12 500-киловатови (25 000 кВт, 33 525 к.с.) генератора за двуфазен променлив ток. Токът под напрежение 4242 В се подава към 4 електромотора с мощност по 5127 кВт (20 500 кВт, 27 500 к.с.), които и въртят гребните валове. На пълна мощност роторите на генераторите, пряко свързани с турбините, се въртят със скорост 2100 об/мин., а гребните винтове – със скорост едва 173 об/мин.
Останалите кораби имат четири прякодействащи турбини („Къртис“ на „Мисисипи“ и „Парсънс“ на „Айдахо“) с обща мощност 32 000 к.с., работещи към четирите гребни вала.

## Модернизации
На всичките три кораба напълно са заменени енергетичната установка, като тя е уеднаквена. Тъй като на корпуса се появяват були и се увеличава ширината му до 32,4 м, то за съхраняването на 21-възловата скорост мощността следва да се повиши до 40 000 к.с. При водоизместимост от 37 000 т очакваната скорост е 21,3 възела. Деветте стари котела са заменени с нови, с тръби с малък диаметър: „Ню Мексико“ получава четири котела „Уайт-Форстер“ (налягане на парата 21 атм., температура 472 °F), останалите два – по шест „Бюро Експрес“ (21 атм., 422 °F). Поставени са по четири турбозъбчати агрегата „Уестингхауз“, мощността на всеки от четирите турбогенератора е повишена до 400 кВт. На изпитанията след модернизацията „Ню Мексико“, при водоизместимост 36 985 т и мощност 44 044 к.с., развива скорост от 21,8 възела. „Мисисипи“ показва следващия резултат − 21,68 възела при водоизместимост 36 977 т.

## Представители на проекта
| Название                            | Корабосторителница                | Заложен             | Спускане на вода  | Влизане в строй     | Съдба                           |
| ----------------------------------- | --------------------------------- | ------------------- | ----------------- | ------------------- | ------------------------------- |
| „Ню Мексико“ USS New Mexico (BB-40) | New York Navy Yard                | 14 октомври 1915 г. | 23 април 1917 г.  | 20 май 1918 г.      | отписан на 25 февруари 1947 г.  |
| „Мисисипи“ USS Mississippi (BB-41)  | Newport News                      | 5 април 1915 г.     | 25 януари 1917 г. | 18 декември 1917 г. | отписан на 17 септември 1956 г. |
| „Айдахо“ USS Idaho (BB-42)          | New York Shipbuilding Corporation | 20 януари 1915 г.   | 30 юни 1917 г.    | 24 март 1919 г.     | отписан на 16 септември 1947 г. |

## Оценка на проекта
Тъй като американците в раздела „брониране“ не включват теглото на броневите палуби, дълго време съществува легендата за слабостта на защитата на американските линкори. Друга легенда касае дебелината на пояса – тя постоянно е „увеличавана“, от тип към тип, и на последните линкори се приписва 356-мм, 406-мм и даже 457-мм броня по цитаделата. И в двата случая американците, по напълно понятни причини, не се стремят да опровергават наложеното мнение и това води до постоянни грешки в техническата литература. Те не подминават даже такива авторитетни специалисти като Брейер и Лентън, известни със своите справочници, издадени в периода 1960 и 1970 години. Но всички са задминати от ежегодника „Jane’s Fighting Ships“, който от самото начало даже на типовете „Пенсилвания“ и „Ню Мексико“ приписва 356-мм пояс. От 1980 авторите включват палубите в теглото на бронята. Особено теглото на бронята е увеличено за „Невада“ и „Пенсивания“, при които е смятано „кучето заедно с колибата“: заедно с бронепалубите са добавени подложката, крепежа и преградите – онова, което в другите страни влиза в тегловия раздел на корпуса. Появява се легендата, че първите два стандартни типа почти не отстъпват по защита на останалите, за някои автори тази легенда е жива и до днес.
Едва щто влезлите в строй линкори се оказват явно не на място при сравнение с колегите, въоръжени с 406-мм оръдия. Само поради Вашингтонското съглашение корабите построени в последните години на войната, в т.ч. „Ню Мексико“, „Мисисипи“ и „Айдахо“, получават нещо като „втори живот“.
Поради предстоящите обстрели на брега, когато по-голямо значение придобива живучестта на ствола, а не далечината на стрелба стволовете на ГК са заменени. Началната скорост на снаряда намалява с 30,5 м/с, масата на оръдие намалява с 2 тона, но за сметка на това живучестта се увеличава до 225 изстрела. Самото оръдие получава обозначението Mark11.
Една от субективните оценки за полезността на линейните кораби от типа „Ню Мексико“ спрямо неговите съвременници.
| Характеристики на линкори към момента на влизането в строй                 | Характеристики на линкори към момента на влизането в строй | Характеристики на линкори към момента на влизането в строй | Характеристики на линкори към момента на влизането в строй | Характеристики на линкори към момента на влизането в строй | Характеристики на линкори към момента на влизането в строй | Характеристики на линкори към момента на влизането в строй | Характеристики на линкори към момента на влизането в строй | Характеристики на линкори към момента на влизането в строй |                              |
|                                                                            | „Ню Йорк“                                                  | „Невада“                                                   | „Пенсилвания“                                              | „Ню Мексико“                                               | „Фусо“                                                     | „Исе“                                                      | „Куин Елизабет“                                            | „Байерн“                                                   | Относително тегло на фактора |
| -------------------------------------------------------------------------- | ---------------------------------------------------------- | ---------------------------------------------------------- | ---------------------------------------------------------- | ---------------------------------------------------------- | ---------------------------------------------------------- | ---------------------------------------------------------- | ---------------------------------------------------------- | ---------------------------------------------------------- | ---------------------------- |
| Артилерия                                                                  | 7                                                          | 6                                                          | 8,5                                                        | 9                                                          | 9                                                          | 9                                                          | 10                                                         | 9                                                          | 4                            |
| Управление на огъня                                                        | 5                                                          | 5                                                          | 6                                                          | 6                                                          | 6                                                          | 6                                                          | 6                                                          | 7                                                          | 4                            |
| Среден калибър                                                             | 5                                                          | 5                                                          | 5                                                          | 7                                                          | 7                                                          | 10                                                         | 7                                                          | 7                                                          | 2                            |
| Брониране                                                                  | 6                                                          | 7,5                                                        | 8,5                                                        | 10                                                         | 7                                                          | 7                                                          | 7                                                          | 8                                                          | 4                            |
| Подводна защита                                                            | 3                                                          | 2                                                          | 4                                                          | 5                                                          | 5                                                          | 5                                                          | 4                                                          | 6                                                          | 2                            |
| Тактически характеристики (устойчивост, борба за живучест, скорост и т.н.) | 8                                                          | 7                                                          | 8                                                          | 8                                                          | 8,5                                                        | 9                                                          | 10                                                         | 9                                                          | 2                            |
| Оперативни фактори (далечина, мореходност, удобство за обслужване и т.н.)  | 8                                                          | 7                                                          | 8                                                          | 8                                                          | 9                                                          | 10                                                         | 8                                                          | 7                                                          | 1                            |
| Обща претеглена оценка                                                     | 112                                                        | 111                                                        | 134                                                        | 146                                                        | 136                                                        | 144                                                        | 140                                                        | 144                                                        |                              |

| Сравнителни характеристики на линкорите      | Сравнителни характеристики на линкорите | Сравнителни характеристики на линкорите | Сравнителни характеристики на линкорите | Сравнителни характеристики на линкорите | Сравнителни характеристики на линкорите | Сравнителни характеристики на линкорите |
| -------------------------------------------- | --------------------------------------- | --------------------------------------- | --------------------------------------- | --------------------------------------- | --------------------------------------- | --------------------------------------- |
|                                              | „Ривендж“                               | „Байерн“                                | „Исе“                                   | „Фусо“                                  | „Пенсилвания“                           | „Ню Мексико“                            |
| Заложен                                      | 1913                                    | 1913                                    | 1915                                    | 1912                                    | 1913                                    | 1915                                    |
| Влиза в строй                                | 1916                                    | 1916                                    | 1917                                    | 1915                                    | 1916                                    | 1918                                    |
| Стойност                                     |                                         | 49 милиона марки                        |                                         |                                         |                                         |                                         |
| Водоизместимост, нормална, т                 | 27 885                                  | 28 448                                  | 31 260                                  | 30 600                                  | 31 902                                  | 32 514                                  |
| Пълна, т                                     | 31 496                                  | 32 200                                  | 36 500                                  | 35 900                                  | 33 088                                  | 33 530                                  |
| Номинална мощност на СУ, к.с.                | 40 000                                  | 35 000                                  | 45 000                                  | 40 000                                  | 31 500                                  | 32 000                                  |
| Скорост, въз.                                | 22                                      | 22                                      | 23                                      | 22,5                                    | 21                                      | 21                                      |
| Далечина на плаване, мили (на скорост, въз.) | 5000 (12)                               | 5000 (12)                               | 9860 (14)                               | 8000 (14)                               | 6070 (12)                               | 8000 (10)                               |
| Брониране, мм                                |                                         |                                         |                                         |                                         |                                         |                                         |
| Пояс                                         | 330                                     | 350                                     | 305                                     | 305                                     | 343                                     | 343                                     |
| Кули, чело                                   | 330                                     | 350                                     | 305                                     | 305                                     | 406                                     | 406                                     |
| Барбети                                      | 254                                     | 350                                     | 305                                     | 305 – 203                               | 330                                     | 330                                     |
| Рубка                                        | 280                                     | 350                                     | 305                                     | 305                                     | 406                                     | 406                                     |
| Палуба                                       | 76 – 51                                 | 100 – 70                                | 76—(34+31)                              | 76 – 32                                 | 114 – 75                                | 114 – 89                                |
| Въоръжение                                   |                                         |                                         |                                         |                                         |                                         |                                         |
| Главен калибър                               | 4×2×381 мм/42                           | 4×2×380 мм/45                           | 6×2×356 мм/45                           | 6×2×356 мм/45                           | 4×3×356 мм/45                           | 4×3×356 мм/50                           |
| Спомагателен                                 | 14×152 мм/45 2×76 мм                    | 16×150 мм/45 2×88 мм/45                 | 20×140 мм/50 4×76 мм                    | 16×152 мм/50 4×76 мм                    | 22×127 мм/51 4×76,2 мм                  | 14×127 мм/51 4×76,2 мм                  |
| Торпедно въоръжение                          | 4×533 мм ТА                             | 5×600 мм ТА                             | 6×533 мм ТА                             | 6×533 мм ТА                             | 2×533 мм ТА                             | 2×533 мм ТА                             |

Линкорите от типа „Ню Мексико“ преминават през най-пълната довоенна модернизация сред всички американски линкори.
Тяхната главна бронепалуба е усилена с 50-мм плочи STS (сумарно се получават 138 мм), а долната с 31,5-мм плочи от същата стомана (става 69 мм), но само тяхната защита може да удовлетвори новите изисквания.
Благодарение на проведената модернизация и липсата на модернизации при „Голямата Петерка“ корабите от типа „Ню Мексико“ се считат за най-силните и ефективни линкори на американския флот до влизането в строй на „Норт Керолайн“ и „Вашингтон“.

## Коментари
1. ↑  За британските и американските кораби в източниците водоизместимостта е дадена в дълги тонове, за това тук тя е преизчислена в метрични тонове.
2. ↑  Което е малко повече, отколкото отхвърлените първоначални 127 мм.